# Northrop Grumman Space Systems
Northrop Grumman Space Systems is de ruimtevaartdivisie van Northrop Grumman. De divisie ontstond op 1 januari 2020 als gevolg van een reorganisatie van Northrop Grumman waarbij alle ruimtevaarttechnologie-afdelingen van het bedrijf in een nieuwe divisie terecht kwamen. 
Dit gebeurde omdat na de overname van Orbital ATK er ruimtevaarttakken over meerdere divisies zaten verdeeld. Zo was het vroegere Orbital ATK (ruimtevaart, luchtvaart en defensietechniek) een eigen divisie met de naam Innovation Systems geworden, maar had Northrop Grumman voor die tijd ook al een ruimtevaartafdeling. Door Space Systems in het leven te roepen en Innovation Systems over de verschillende divisies van het bedrijf te verdelen hoopt Northrop Grumman gestroomlijnder te kunnen werken langs een logische managementstructuur. 
Northrop Grumman Space System is een van de belangrijkste producenten van satellieten. Daarnaast bevat het ook een lanceerservice voor lichte tot medium klasse satellieten en bevoorrading van het ISS. In maart 2024 won Northrop Grumman een DARPA-contract om een concept ontwerp voor een maantrein te ontwikkelen.

## Onderdelen

### Lanceerservice
Northrop Grumman Space Systems lanceert de volgende draagraketten:
- Antares (commerciële medium-transport-draagraket)
- Minotaur (voor ruimtevaart aangepaste voormalige ICBM’s, verschillende varianten die alleen voor Amerikaanse overheidslanceringen mogen worden ingezet)
- Minotaur-C (commerciële lichte draagraket, opvolger van de Taurus-raket)
- Pegasus en Pegasus XL (commerciële lichte draagraket die vanonder een vliegtuig wordt gelanceerd)

Ook had NGSS de OmegA in ontwikkeling, een modulair opgebouwd medium tot zwaar lanceersysteem dat vooral gericht was op het National Security Space Launch-programma van de United States Space Force. De ontwikkeling van de OmegA was in een vergevorderd stadium toen het selectie voor het NSSL-contract misliep. Daarop werd de ontwikkeling van de raket stilgelegd en uiteindelijk afgeblazen.

### Rakettechniek voor derden
Doordat het voormalige bedrijf Thiokol na diverse overnames en fusies in handen van Northrop Grumman is, is NGSS de belangrijkste specialist op het gebied van vastebrandstofraketten. NGSS vervaardigt en test de vastebrandstofmotoren op het bergplateau Promontory, in Utah. NGSS produceert die ook voor derden. Daaronder zijn de GEM-63 en GEM-63XL (Graphite Epoxy Motor) die als hulpmotoren aan de raketten Atlas V en de Vulcan kunnen worden toegevoegd, evenals vastebrandstofmotoren van NASA’s Space Launch System die bestaan uit onderdelen van voormalige Spaceshuttle-boosters. 
Ook kan NGSS de Star-kickstages leveren. Verder wordt de ontsnappingstoren van NASA’s Orion-capsule door NGSS vervaardigd.
Ook bouwt NGSS de vastebrandstofmotoren van de Minuteman III- en Trident II-ballistische raketten.

### ISS-bevoorrading
Northrop Grumman Space Systems bouwt en lanceert de Cygnus-bevoorradingscapsule naar het ISS. Ook wordt deze na afloop van de bevoorradingsmissie nog gebruikt voor experimenten of voor het loslaten van CubeSats in hun gewenste baan. De Cygnus wordt normaliter met de Antares-raket gelanceerd.

### James Webb-ruimtetelescoop
Northrop Grumman bouwde jaren aan de James Webb-ruimtetelescoop, de krachtigste in zijn soort die onder meer de Hubble overbodig moet maken. Ook die afdeling valt sinds 1 januari 2020 onder NGSS. De James Webb werd op 25 december 2021 gelanceerd.

### Mission Extension Vehicle
Orbital ATK ontwikkelde een type satelliet dat bij andere satellieten die zonder brandstof dreigen te geraken kan aankoppelen. Met een probe die zich vastzet in de verbrandingskamer van de hoofdmotor van een satelliet kan het Mission Extension Vehicle (MEV) zich vastkoppelen aan die satelliet waarna het MEV met zijn eigen motoren de besturing van de satelliet overneemt. 
Op 26 februari 2020 lukte het NGSS om MEV-1 bij Intelsat IS-901 aan te koppelen. NGSS hoopt de levensduur van deze satelliet met vijf jaar te kunnen verlengen. Intelsat heeft reeds een tweede MEV besteld. De NGSS rekent 13 miljoen dollar per jaar per satelliet voor MEV-service. Mocht dat nodig zijn, dan kan een MEV zich loskoppelen van een (defecte) satelliet en naar een andere vliegen om diens missie te verlengen.

### Artemisprogramma
Als een van de grootste ruimtevaartbedrijven levert NGSS ook technologie voor NASA’s Artemisprogramma, het programma waarmee NASA een terugkeer van bemande ruimtevaart naar de Maan wil bewerkstelligen.
Zo worden de boosters van het Space Launch System en de ontsnappingsmotor van de Orion-capsule door NGSS geproduceerd.

#### National Team-Maanlander
In het kader van het Artemisprogramma maakte NGSS deel uit van een consortium genaamd National Team dat onder leiding van Blue Origin een ontwerp voor een commerciële bemande maanlander ontwikkelde en door NASA was geselecteerd voor de tweede ontwikkelingsronde. NGSS zou daarvoor het Transfer Element leveren. Deze rakettrap zou de lander in een baan om de Maan brengen voor rendezvous met een ruimtecapsule en vervolgens in het landingstraject afzetten. 
De National Team-lander legde het in de laatste ronde af tegen Starship HLS en werd niet voor de eerste Artemis-missies geselecteerd. De bedrijven van het consortium dingen anno 2021 mee naar contracten voor een latere fase van het Artemisprogramma en kregen daarvoor ontwikkelingssubsidies van NASA toegewezen. Het is nog niet duidelijk of ze daarbij weer samenwerken.

#### HALO-module
Northrop Grumman bouwt in opdracht van NASA de Habitation and Logistics Outpost (HALO), een module voor de Lunar Gateway, een toekomstig ruimtestation dat rond de Maan moet gaan cirkelen. De HALO en het door Maxar Technologies gebouwde PPE (Power and Propulsion Element) zijn de eerste twee modules van de Lunar Gateway en worden op aarde gekoppeld en gezamenlijk gelanceerd. Met het contract dat op 6 juni 2020 aan NGSS werd gegund is 187 miljoen dollar gemoeid.